# أنهيدريت
أنهيدريت هو معدن من معادن الكالسيوم، وهو كيميائياً كبريتات الكالسيوم اللامائي، ومن تلك الخاصية اللامائية اشتقت التسمية.
وصف أبراهام فيرنر المعدن لأول مرة سنة 1804.